# Bat Chain Puller
Bat Chain Puller je třinácté studiové album Captaina Beefhearta a skupiny Magic Band, které vyšlo v únoru 2012. Album bylo nahráno v roce 1976 pro DiscReet Records. Album nakonec nevyšlo a bylo nahrazeno albem Shiny Beast (Bat Chain Puller), které vyšlo u Warner Bros. Records.

## Seznam skladeb
| Pořadí | Název                                                              | Délka |
| ------ | ------------------------------------------------------------------ | ----- |
| 1.     | Bat Chain Puller                                                   | 5:07  |
| 2.     | Seam Crooked Sam                                                   | 3:09  |
| 3.     | Harry Irene                                                        | 3:25  |
| 4.     | 81 Poop Hatch                                                      | 2:35  |
| 5.     | Flavor Bud Living                                                  | 1:49  |
| 6.     | Brick Bats                                                         | 4:27  |
| 7.     | Floppy Boot Stomp                                                  | 3:57  |
| 8.     | Chariot (Ah Carrot Is As Close As Ah Rabbit Gets To Ah Diamond)    | 1:37  |
| 9.     | Owed T' Alex                                                       | 3:19  |
| 10.    | Odd Jobs                                                           | 5:14  |
| 11.    | Human Totem Pole (The 1000th And 10th Day Of The Human Totem Pole) | 5:49  |
| 12.    | Apes-Ma                                                            | 0:44  |

| Bonusové skladby | Bonusové skladby                    | Bonusové skladby |
| Pořadí           | Název                               | Délka            |
| ---------------- | ----------------------------------- | ---------------- |
| 13.              | Bat Chain Puller (alternativní mix) | 5:05             |
| 14.              | Candle Mambo                        | 3:25             |
| 15.              | Hobo-Ism                            | 8:18             |

## Sestava
- Don Van Vliet – zpěv, harmonika, sopránsaxofon
- John Thomas – klavír, syntezátor
- Jeff Morris Tepper – kytara
- Feelers Rebo – kytara
- Drumbo – bicí